# Wera Wassiljewna Slugina
Wera Wassiljewna Slugina (russisch Вера Васильевна Слугина; * 23. August 1985) ist eine russische Boxerin. Sie wurde 2010 Vize-Weltmeisterin der Amateurboxerinnen im Halbweltergewicht.

## Werdegang
Wera Slugina lebt und trainiert in Nischni Tagil in der Oblast Swerdlowsk. Sie gehört der Sportorganisation Sonne an und wird von A.S. Malischew und A.V. Semjukow trainiert. Wann sie mit dem Boxen begonnen hat und wie ihre Entwicklung in den ersten Jahren war, ist nicht bekannt. Zum ersten Mal erscheint ihr Name als Teilnehmerin bei dem internationalen Boxturnier Venus-Box-Cup in Vejle/Dänemark im Oktober 2006. Sie kam dort in der Gewichtsklasse bis 63 kg Körpergewicht mit einem Sieg über die Dänin Giry Espensen und einer Niederlage gegen Cecilia Braekhus, Norwegen auf den 3. Platz.
Von da an nahm Wera Slugina regelmäßig an den russischen Meisterschaften, an internationalen Turnieren und an diversen internationalen Meisterschaften teil. Sie startete dabei meist in der Gewichtsklasse bis 63 kg Körpergewicht bzw. seit 2009 im Halbweltergewicht.
2007 belegte sie bei der russischen Meisterschaft den 2. Platz (bis 63 kg KG). Dabei unterlag sie im Finale der erfahrenen Ljubow Lopatina knapp nach Punkten (19:23). Beim Ahmet-Comert-Turnier 2007 in Istanbul verlor sie nach zwei gewonnenen Kämpfen im Halbfinale gegen Amanda Coulson aus England nach Punkten (15:22).
2008 unterlag sie bei der russischen Meisterschaft (bis 63 kg KG) erneut gegen Ljubow Lopatina in einem lange Zeit offen gewesenen Gefecht nach Punkten (25:28), jedoch schon im Halbfinale, so dass sie den 3. Platz belegte. Beim internationalen Frauen-Turnier in Stupino/Russland verlor sie im Finale gegen Jelena Wystrowa aus Russland nach Punkten (7:18) und kam deshalb bei diesem Turnier auf den 3. Platz.
2009 wurde Wera Slugina dann erstmals russische Meisterin im Halbweltergewicht. Sie besiegte dabei Zoja Kiseljewa durch Abbruch i.d. 2. Runde sowie Jelena Wystropowa (12:5) und Jelena V. Saweljewa (15:5) jeweils nach Punkten. Sie wurde dann auch bei der Europameisterschaft in Mykolajiw/Ukraine eingesetzt, wo sie über die Deutsch-Polin Olivia Luczak, die für Polen an den Start ging, knapp nach Punkten (6:5) gewann, im Halbfinale aber gegen die zweifache Weltmeisterin Gülsüm Tatar aus der Türkei nach Punkten unterlag (2:7). Sie gewann damit eine EM-Bronzemedaille.
Im Jahre 2010 wurde Wera Slugina mit Siegen über Jelena Afanassjewa (Abbruch i.d. 3. Runde), Daria Abramowa (21:7-Punktsieg) und Ljubow Lopatina (8:5-Punktsieg) wieder russische Meisterin. Bei der Weltmeisterschaft 2010 in Bridgetown/Barbados kam sie mit überlegenen Punktsiegen über Julia Irmen-Göldner, Deutschland (15:2), Olivia Luczak, Polen (19:3), Chantelle Cameron, England (16:4) und Cashmere Jackson, Vereinigte Staaten in das Finale, in dem sie sich aber Gülsüm Tatar erneut nach Punkten geschlagen geben musste. Ihre Niederlage fiel mit 1:13 Punkten ziemlich deutlich aus. Trotzdem dürfte sie als Vize-Weltmeisterin zufrieden die Heimreise angetreten haben.
2011 wurde sie erneut russische Meisterin im Halbweltergewicht. Im Finale bezwang sie dabei Darija Abramowa nach Punkten. Bei der Europameisterschaft in Rotterdam wurde sie aber nicht eingesetzt.

## Internationale Erfolge
| Jahr | Platz | Wettbewerb                                 | Gewichtskl.  | Ergebnis |
| 2006 | 3.    | Venus-Box-Cup in Vejle/Dänemark            | bis 63 kg KG | nach Abbruchsieg i.d. 2. Runde über Giry Espersen, Dänemark u. Punktniederlage gegen Cecilia Braekhus, Norwegen |
| 2007 | 3.    | Ahmet-Comert-Turnier in Istanbul           | bis 63 kg KG | nach Abbruchsieg i.d. 1. Runde über Nagihan Bayer, Türkei und Punktsieg über Anastasia Salewskaja, Ukraine (15:6) u. Punktniederlage gegen Amanda Coulson, England (15:22)                                                 |
| 2008 | 2.    | Intern.-Frauen-Turnier in Stupino/Russland | bis 70 kg KG | nach Punktsieg über Nurcan Carkci, Türkei (18:12) und Punktniederlage gegen Elena Wystropowa, Russland (7:18) |
| 2009 | 1.    | Ahmet-Comert-Turnier in Istanbul           | Halbwelter   | nach Abbruchsieg i.d. 1. Runde über Songul Adikti, Türkei, Punktsieg über Ling Chang, China (6:5), Abbruchsieg i.d. 2. Runde über Margarita Chenewa, Bulgarien u. Abbruchsieg i.d. 3. Runde über Ljubow Lopatina, Russland |
| 2009 | 1.    | Inter.-Frauen-Turnier in St. Petersburg    | Halbwelter   | nach Abbruchsieg i.d. 4. Runde über Gamze Korkmaz, Türkei u. Punktsiegen über Saida Chasenowa, Kasachstan (16:2) u. Elena Ustowa, Russland (13:4)                                                                          |
| 2009 | 3.    | EM in Nikolajew/Ukraine                    | Halbwelter   | nach Punktsieg über Olivia Luczak, Polen (6:5) und Punktniederlage gegen Gülsüm Tatar, Türkei (2:7) |
| 2010 | 1.    | Minoan-Cup in Heraklion/Griechenland       | Halbwelter   | nach Abbruchsiegen jeweils i.d. 2. Runde über Nikoleta Kawga u. über Christina Athanasopoulos, bde. Griechenland u. einem Punktsieg über Klara Svensson, Schweden (5:2)                                                    |
| 2010 | 3.    | Ladies-Nikolajew-City-Cup                  | Halbwelter   | nach Punktniederlage geen Swetlana Tertschina, Ukraine (4:7) |
| 2010 | 2.    | WM in Bridgetown/Barbados                  | Halbwelter   | nach Punktsiegen über Julia Rimen-Göldner, Deutschland (15:2), Olivia Luczak (19:3), Chantelle Cameron, England (16:4) u. Cashmere Jackson, USA (27:9) u. einer Punktniederlage gegen Gülsüm Tatar (1:13)                  |
| 2011 | 1.    | Georgi-Schukow-Memorial in Jekaterinburg   | Halbwelter   | nach Punktsiegen über Irina Gylka (8:0) und Darija Borischkina (9:1), beide Russland |
| 2011 | 3.    | Ladies-Nikolajew-City-Cup                  | Halbwelter   | nach einem Punktsieg über Wera Akula, Ukraine (28:5) und einer Punktniederlage gegen Darija Abramowa (9:10) |

## Russische Meisterschaften
| Jahr | Platz | Gewichtskl. | Ergebnis |
| 2007 | 2.    | bis 63 kg   | nach Abbruchsieg ü. Marina Bytschkowa, Punktsieg über Ewgenia Paschkowa (25:17) u. Punktniederlage gegen Ljubow Lopatina (19:23)                    |
| 2008 | 3.    | bis 63 kg   | nach Abbruchsiegen i.d. 3. Runde über Daria Bonschkira u. i. d. 1. Runde über Anna Schtschur u. einer Punktniederlage gegen Ljubow Lopatina (25:28) |
| 2009 | 1.    | Halbwelter  | nach Abbruchsieg i.d. 2. R. über Zoja Kiseljewa u. Punktsiegen über Jelena Wystropowa (12:5) u. Jelena V. Saweljewa (15:5)                          |
| 2010 | 1.    | Halbwelter  | nach Abbruchsieg i.d. 3. Runde ü. Elena Afanasjewa u. Punktsiegen über Darija Abramowa (21:7) u. Ljubow Lopatina (8:5)                              |
| 2011 | 1.    | Halbwelter  | nach einem Abbruchsieg i.d. 2. Runde über Yunata Kasarmina und Punktsiegen über Wera Studenkowa (24:4) und Darija Abramowa                          |

## Erläuterungen
- WM = Weltmeisterschaft, EM = Europameisterschaft
- Halbweltergewicht, bis 64 kg Körpergewicht
- bis 2008 gab es im Frauenboxen teilweise bis zu 15 Gewichtsklassen; 2009 wurde eine Gewichtsklassenreform durchgeführt und die Gewichtsklassen bei den Frauen wurden weitgehend denen der Herren angeglichen (jeweils 10 Gewichtsklassen)